# Lestes concinnus
Lestes concinnus – gatunek ważki z rodziny pałątkowatych (Lestidae). Występuje w południowej i południowo-wschodniej Azji, Australii i Oceanii. Akceptowane przez IUCN jako odrębne gatunki taksony L. thoracicus (zapisywany też jako L. thoracica) i L. umbrinus (L. umbrina), na liście World Odonata List klasyfikowane są obecnie (2023) jako synonimy L. concinnus.